# Nespoledo
Nespoledo (Gnespolêt in friulano) è una frazione del comune di Lestizza di circa 590 abitanti, situata nel medio Friuli a 5 km dal capoluogo comunale.

## Nome
Il nome deriva dall'albero da frutto Nespolo, presente in grande quantità fino all'inizio del Novecento.

## Monumenti e luoghi d'interesse
Il paese, arrivando dalla statale 13 Pontebbana, si scopre con l'imponente chiesa campestre di Sant'Antonio Abate, in cui annualmente viene festeggiato il patrono nel mese di gennaio.
Al centro del paese la piazza con l'antico pozzo ripristinato, che si colloca poco oltre il complesso nobiliare, a corte chiusa e munita di torretta, detto "là di Rubin" (secolo XVIII). Sulla via si apre la facciata, simulata da elementi architettonici affrescati, della cappella gentilizia Tosonorum (1779).

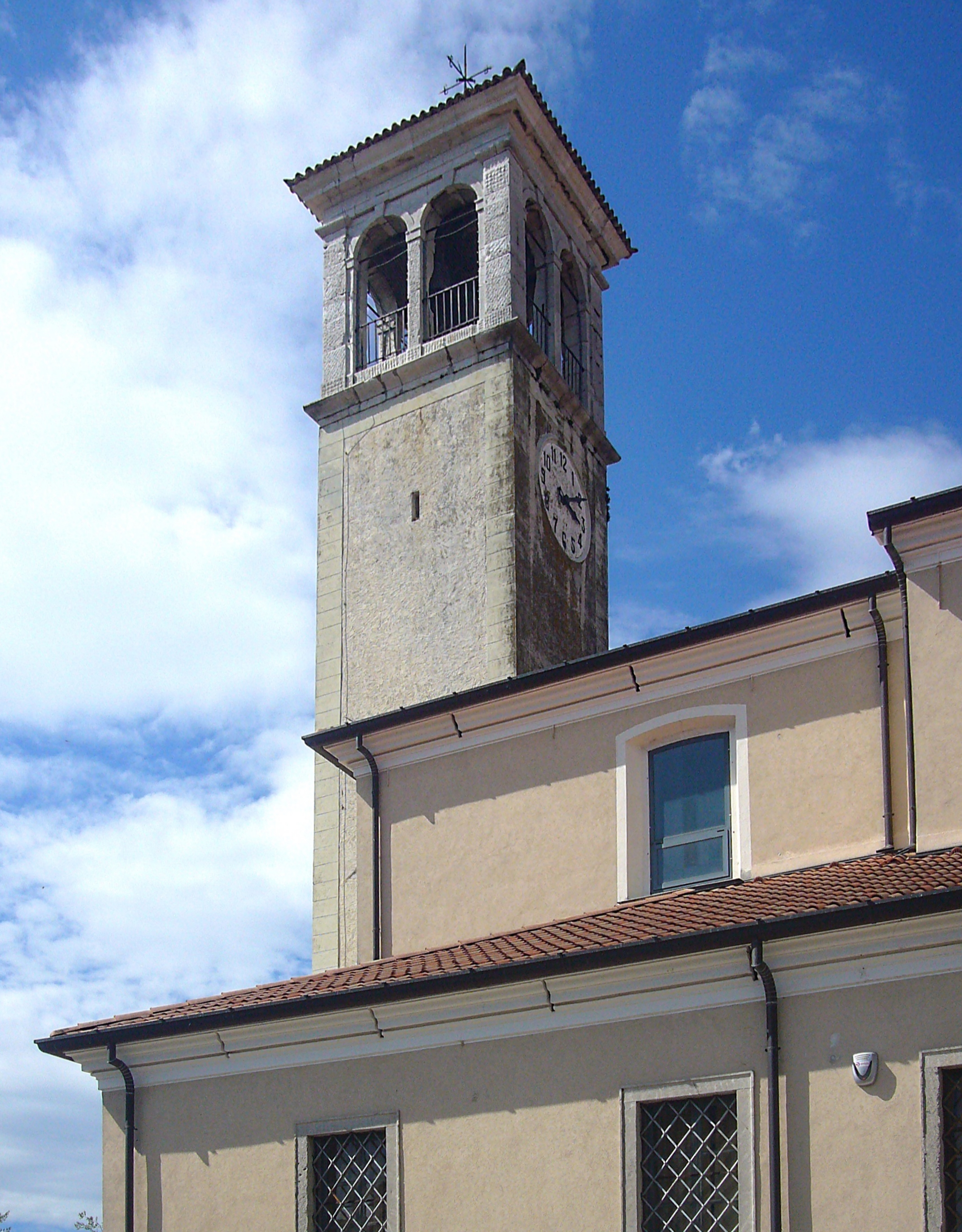
Il campanile della parrocchiale

Più oltre la chiesa parrocchiale di San Martino, con l'altare maggiore in un elaborato barocco, elegante nelle proporzioni, riccamente scolpito tanto nel paliotto che nel ciborio e nel fastigio, che Antonio Gratii, "taiapiera da Venetia", si impegnò ad eseguire nel 1704 per 600 ducati oltre all'alloggio (camera con letto) per tutto il periodo del lavoro: avrebbe lui stesso fatto portare il materiale da Venezia "alle rive di Muscoli", ossia tra Strassoldo e Cervignano.
Di rilievo anche gli affreschi del presbiterio di Giovanni Fantoni (volta del coro con Evangelisti del 1924; lunetta con Crocifissione nella parete di fondo del 1929), quelli del soffitto della navata di Domenico Paghini (San Martino e il povero del 1831), autore anche della pittura del Battesimo di Gesù sempre del 1831; l'altare del Sacro cuore di Adeodato Pariotti (inizio del XIX secolo). Resta misteriosa la provenienza di una tela datata 1699 con un'affascinante Maddalena dall'insolita iconografia, con abito cortigiano ed abbondanti fluenti chiome bionde, dipinta dal quasi sconosciuto pittore gemonese Giovanni Battista Tiani, che dopo il restauro del 2002 e la rimozione delle ridipinture ottocentesche che velavano pudicamente il petto della santa, è stato depositato presso il Museo Diocesano di Udine.
Il sacro edificio conserva inoltre una bella raccolta di ex-voto sette-ottocenteschi, provenienti dalla chiesa di Sant'Antonio Abate, che propongono uno spaccato ingenuo ma suggestivo della vita rurale del tempo.

## Curiosità
Famoso S. Antonio Abate, al quale si rende omaggio ogni anno la domenica successiva al 17 gennaio con processioni, banchetti e concerti. Nonostante questa popolarità sant'Antonio non è il patrono che in realtà è san Martino a cui è intitolata la chiesa principale.
È vivo sin dal 1798 un voto della comunità di Nespoledo fatto alla Madonna dell'Isola di Barbana (Grado) consistente in un pellegrinaggio annuale.

## La necropoli di Nespoledo
La necropoli di Nespoledo è stata rinvenuta casualmente nel 1999 in seguito a lavori agricoli: un primo intervento di emergenza è stato effettuato per conto della Soprintendenza dei Beni Artistici ed Archeologici del Friuli-Venezia Giulia, da parte dei Civici Musei di Udine, con l'ausilio di alcuni volontari della Società Archeologica Friulana. Tale intervento, che ha portato all'apertura di un fossato, ha consentito prima il recupero di un'urna calcarea con corredo costituito da un balsamario in vetro ed una moneta di epoca giulio-claudia e successivamente la scoperta di altre tombe a cremazione. La prosecuzione delle indagini nel 2001 ha permesso una più precisa definizione dell'estensione della necropoli e l'individuazione di un'altra sepoltura. Lo scavo è stato compiuto in accordo con la Soprintendenza dei Beni Artistici e Archeologici nell'ambito del "Progetto Celti" finanziato dalla Regione. I risultati complessivi consentono di documentare un'area funeraria connessa probabilmente ad un piccolo insediamento rurale.